# Azorrubina
La Azorrubina es un colorante alimentario artificial rojo mono-azoderivado que se emplea como aditivo en la industria alimentaria (donde se identifica con el código: E 122). Aparece en el mercado igualmente bajo las denominaciones carmoisina, Food Red 3, Azorubina S, Brillantcarmoisin O, Acid Red 14, o C.I. 14720. Se encuentra como colorante en la industria del chocolate, repostería industrial (en la coloración de mazapán), en las salsas emulsionadas, elaboración de refrescos, etc. Por regla general cuando se desea colorar un alimento con color rojo. Es fácil mediante técnicas de química analítica detectar trazas de azorubina en los alimentos.

## Consumo
Se permite un consumo diario de este colorante relativo a los 500 miligramos por kilogramo de peso corporal. Suele proporcionar un color que vira desde el rojo hasta el marrón. Este colorante se emplea en una variedad de salsas, condimentos, relishes, sucedáneo del salmón (y de otros sucedáneos de pescados que poseen carne roja como el atún rojo), chutneys, yogures (en algunos casos se denomina colorante fresa), etc. Se emplea en la coloración de algunas medicinas y colutorios (un ejemplo es Oraldine). Se emplea en algunas preparaciones culinarias de la India, donde se es permisivo con su uso.

## Salud
En el año 2009 la EFSA (European Food Standards Agency) sometió a revisión la ingesta diaria admisible (IDA) de tres colorantes alimentarios artificiales, entre ellos se encontraba la azorrubina. El motivo se encontraba en la aparición de casos de trastorno de conducta e hiperactividad infantil asociados a su consumo indirecto en alimentos que poseían este colorante.